# Фермијум
Фермијум (Fm, лат. fermium) хемијски је елемент из групе актиноида са атомским бројем 100. То је у потпуности вештачки добијени елемент који не постоји у природи. У периодном систему налази се у групи актиноида (7. периода, f-блок) те се убраја у трансуранијске елементе. Фермијум је радиоактивни метал, али који због врло малих доступних количина до данас се званично не сматра металом. Откривен је након теста америчке хидрогенске бомбе 1952. године. Име је добио по физичару Енрику Фермију, мада Ферми није учествовао у открићу елемента нити га је истраживао.

## Историја
Фермијум је заједно са ајнштајнијумом откривен након теста прве америчке хидрогенске бомбе Ајви Мајк 1. новембра 1952. на атолу Ениветок. Први узроци пронађени су на филтер-папиру, који био стављен на уређаје авиона при његовом проласку кроз настали облак након експлозије. Тек касније изоловане су веће количине елемента из корала. Због уздржаности и тајновитости тадашњих војних структура у САД, резултати и откриће нису одмах објављени.
Прва испитивања узорака насталих експлозијом показала су настанак новог изотопа плутонијума 244Pu, који је могао настати када је језгро уранијума-238 примило шест неутрона, те се распало у два узастопна β-распада.
{\displaystyle \mathrm {^{238}_{\ 92}U\ {\xrightarrow[{-2\ \beta ^{-}}]{+\ 6\ (n,\gamma )}}\ _{\ 94}^{244}Pu} }
Данас је претпоставља да је врло ретка могућност да тешка атомска језгра апсорбују неутроне. Процесом идентификације изотопа 244Pu дошло се до закључка да језгра уранијума могу примити већи број неутрона, што доводи до настанка нових елемената.
Настанак новог елемента десио се због континуираног захвата неутрона: у тренутку детонације бомбе густина протока неутрона била тако велика, да се већина насталих радиоактивних језгара атома није успела распасти пре следећег примања новог неутрона. При тако великом току неутрона такође расте и масени број, а истовремено је могуће да се атомски број језгра не мења. Тек након тога настали нестабилни нуклиди распадају се до стабилних преко многобројних β-распада уз висок атомски број:
{\displaystyle \mathrm {^{238}_{\ 92}U\ {\xrightarrow[{-8\ \beta ^{-}}]{+\ 15,\ 16,\ 17\ (n,\gamma )}}\ _{\ \ \ \ \ \ \ \ \ \ 100}^{253,\ 254,\ 255}Fm} }
Откриће елемента фермијума (Z = 100) захтевало је много материјала, тако да се сматра, да би принос требао бити нижи од приноса елемента 99 најмање за један ред величине. Због тога, контаминирани корали са атола Ениветок (где је извршен тест бомбе) пренесени су у Радијацијску лабораторију Универзитета Калифорније у Берклију (Калифорнија), ради прераде и анализе. Одвајање растворених јона актиноида вршено је у присуству пуфера лимунске киселине и амонијум цитрата у слабо киселом медију (pH ≈ 3,5) са јонским измењивачима при повишеној температури. Тек два месеца касније изолована је нова компонента. Био је то високоенергетски α-емитер (7,1 MeV) са временом полураспада од око једног дана. Са тако кратким временом распада могло се можда радити само од неком изотопу ајнштајнијума који настаје β-распадом, те су претпоставили да се ради о изотопу елемента 100. Врло брзо он је идентифициран као изотоп 255 (½ = 20,07 сати).
У септембру 1953. није било познато када ће научни тимови из Берклија, Аргона а Лос Аламоса моћи да објаве своја открића. Одлучено је да се нови елементи покушају синтетисати помоћу експеримената бомбардовања тешких атомских језгара лакшим; истовремено осигуравајући да такви резултати неће потпадати под војну тајну као ранији па би се могли несметано објавити. Врло брзо је направљен изотоп ајнштајнијума у Радијацијској лабораторију Универзитета Калифорније путем бомбардирања уранијума (238U) са азотом (14N). Тада је запажено да ради о елементу чије је истраживање и даље стајало под војном тајном. Изотопи оба новооткривена елемента настали су зрачењем изотопа плутонијума 239Pu, а резултати су објављени у пет публикација објављиваних заредом у кратким размацима. У посљедњим реакцијама почев од калифорнијума настали су:
{\displaystyle \mathrm {^{252}_{\ 98}Cf\ {\xrightarrow {(n,\gamma )}}\ _{\ 98}^{253}Cf\ {\xrightarrow[{17,81\ d}]{\beta ^{-}}}\ _{\ 99}^{253}Es\ {\xrightarrow {(n,\gamma )}}\ _{\ 99}^{254}Es\ {\xrightarrow[{}]{\beta ^{-}}}\ _{100}^{254}Fm} }
Тим у Беркелију био је забринут да би неко други могао открити лакше изотопе елемента 100 путем бомбардовања јонима, те такво откриће објавити пре него што би се са њихових истраживања могла „скинути” ознака војне тајне. Крајем 1953. и почетком 1954. радна група Нобеловог института за физику у Стокхолму вршила је експерименте бомбардовања уранијумових језгара језгрима атома кисеоника, чиме је настао изотоп елемента 100 са масеним бројем 205 (250). Несумњив доказ о настанку новог елемента добијен је због карактеристичне енергије α-честица насталих распадом.
{\displaystyle \mathrm {^{238}_{\ 92}U\ +\ _{\ 8}^{16}O\ \longrightarrow \ _{100}^{250}Fm\ +\ 4\ _{0}^{1}n} }     {\displaystyle \mathrm {(_{100}^{250}Fm\ \longrightarrow \ _{\ 98}^{246}Cf\ +\ _{2}^{4}He)} }
Ипак, тим из Беркелија већ раније је објавио неке резултате хемијских особина оба елемента. Најзад, са резултата термонуклеарне експлозије је скинут статус војне тајне, те су напокон 1955. и објављени. Приоритет давању имена новом елементу генерално је признат научницима из Беркелија, јер је њихових пет радова претходило шведским истраживањима, а због претходног држања открића у тајности због војних прописа, она су била у сагласности са резултатима термонуклеарне експлозије из 1952. године. Они су одлучили да дају имена по познатим, тада већ преминулим научницима. Врло брзо су дошли до имена Алберта Ајнштајна и Енрика Фермија, који су умрли непосредно пре објаве: „Сугеришемо да ново име елемента са атомским бројем 99 буде ајнштајнијум (симбол E) по Алберту Ајнштајну, а име за елемент са атомским бројем 100 буде фермијум (симбол Fm) по Енрику Фермију”. Част званичног објављивања оба новооткривена елемента ајнштајнијума и фермијума припала је Алберту Гиорсу који је то учинио на 1. женевској атомској конференцији одржаној од 8. до 20. августа 1955. године.
Касније, фермијум је привремено добио систематско име уннилнилијум.

## Особине
У периодном систему, фермијум са атомским бројем 100 налази се у реду актиноида. Његов претходник је ајнштајнијум, а након њега следи мендељевијум. Његов аналог у реду лантаноида је ербијум.

### Физичке
До данас овај метал није добијен у количинама довољним за проучавање. Ипак, успело се доћи до одређених мерења његових легура са лантаноидима, а осим њих постоје бројни прорачуни и претпоставке. Енталпија сублимације повезана је директно са структуром валентних електрона у металу. Она је код фермијума одређена директним мерењима парцијалног притиска фермија преко легура Fm-Sm и Fm/Es-Yb у температурном распону од 642 до 905 K. Добијена је вредност од 142(13) kJ·mol−1. Енталпија сублимације фермијума приближна је оној код двовалентних ајнштајнијума, еуропијума и итербијума, те је из тога изведен закључак да је и фермијум двовалентан у металном стању. Упоредба радијуса и тачака топљења метала еуропијума, итербијума и ајнштајнијума довела је до претпостављених вредности за фермијум од 198 пикометара (атомски радијус) и 1125 K (тачка топљења).
Електродни потенцијал би требао бити сличан као код итербијумског пара Yb3+/Yb2+, дакле око 1,15 V у односу на стандардну водикову електроду., што представља вредност која је у сагласности са теоретским прорачунима. На основу поларографских мерења утврђен је електродни потенцијал пара Fm2+/Fm0 од −2,37 V. Fm3+ би се могао релативно лако редуковати Fm2+, на пример са самаријум(II) хлоридом који би се исталожио заједно са фермијумом.

### Хемијске
До данас хемијске особине фермијума су се могле проучавати само у растворима помоћу технике трејсера, а његова чврста једињења до данас нису добијена. У нормалним условима фермијум се у растворима налази у облику јона Fm3+, који има хидрацијски број 16,9 те константу киселости 1,6 · 10−4 (pKs = 3,8). Овај јон гради комплексе бројних органских лиганада са донорским атомима попут кисеоника. Овакви комплекси су по правилу стабилнији од неких лакших актиноида. Tакође гради ањонске комплексе са лигандима попут хлорида и нитрата, а и ови комплекси би могли бити стабилнији од оних код ајнштајнијума или калифорнијума. Претпоставља се, да су везе у комплексима код виших актиноида већином јонског карактера. Према очекивањима, јон Fm3+ је мањи него јони претходног елемента Es3+, због вишег ефективног набоја језгра фермијума, те би фермијум вероватно требао градити краће и снажније везе између лиганда и метала.

### Изотопи
До данас је познато 19 изотопа и три нуклеарна изомера фермијума, и сви су радиоактивни и веома нестабилни. Њихови масени бројеви крећу се од 242 до 260. Изотоп са убедљиво најдужим временом полураспада је 257Fm, а које износи 100,5 дана, што значи да се на Земљи не може наћи у природи. Изотоп 253Fm има време полураспада од 3 дана, а следе изотопи 251Fm са 5,3 сата, 252Fm са 25,4 сати, 254Fm са 3,2 сата, 255Fm са 20,1 сати и 256Fm са 2,6 сата. Сви остали изотопи имају времена полураспада од 30 минута до мање од једне милисекунде.
Ако се посматра распад најдуже живућег изотопа 257Fm, његовим α-распадом настаје изотоп калифорнијума 253Cf, док с друге стране његовим β-распадом, он прелази у ајнштајнијум 253Es. Даљи ток распада затим води преко изотопа 249Bk, 249Cf, 245Cm, 243Am, 241Pu, 241Am све до нептунијума 237Np, који представља почетак нептунијумовог низа (4 n + 1).
{\displaystyle \mathrm {^{257}_{100}Fm\ {\xrightarrow[{100,5\ d}]{\alpha }}\ _{\ 98}^{253}Cf\ {\xrightarrow[{17,81\ d}]{\beta ^{-}}}\ _{\ 99}^{253}Es\ {\xrightarrow[{20,47\ d}]{\alpha }}\ _{\ 97}^{249}Bk\rightarrow \ ...\rightarrow \ _{\ 93}^{237}Np} }
Наведена времена представљају времена полураспада.